# Kletno
Kletno (deutsch Klessengrund) ist ein Dorf im Powiat Kłodzki in der Woiwodschaft Niederschlesien in Polen. Es gehört zur Stadt- und Landgemeinde Stronie Śląskie (Seitenberg), von deren Hauptort es sechs Kilometer südwestlich entfernt ist.

## Geographie
Kletno liegt im Glatzer Schneegebirge in den nördlichen Ausläufern des 1425 m hohen Glatzer Schneebergs. Südwestlich liegt der 1205 m hohe Schwarze Berg (polnisch Czarna Góra). Nachbarorte sind Stara Morawa (Alt Morau) und Młynowiec (Mühlbach) im Nordosten, Bolesławów (Wilhelmsthal) und Nowa Morawa (Neu Mohrau) im Südosten, Kamienica (Kamnitz) im Süden sowie die nicht mehr existierende Kolonie Klecienko (Neu Klessengrund) im Südwesten. Nordwestlich liegen Janowa Góra (Johannesberg) und Sienna (Heudorf).

## Geschichte

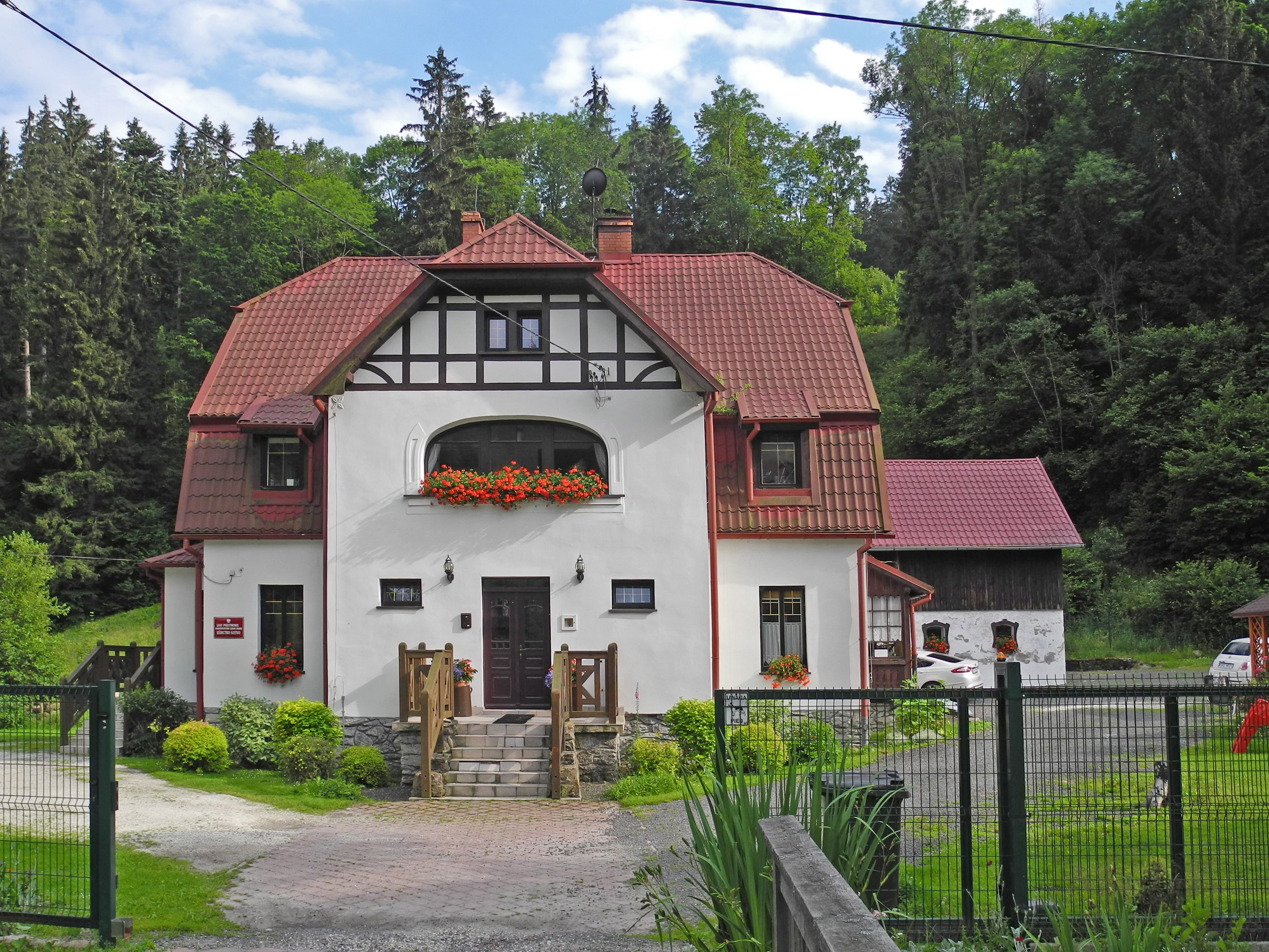
Forsthaus in Kletno

„Clessengrund“ gehörte historisch zur Grafschaft Glatz und wurde um 1560 auf landesherrlichem Forstgrund angelegt. Zweck der Gründung war die Förderung des Bergbaus für verschiedene Metalle, weshalb zu gleicher Zeit auch die benachbarten Ortschaften Wilhelmsthal, Mohrau, Mühlbach, Kamnitz und Johannesberg angelegt wurden. Sie alle liegen im Südosten des Glatzer Kessels und waren im Besitz der Böhmischen Kammer. Zusammen mit anderen Kammerdörfern im Landecker Distrikt erwarb Klessengrund 1684 der Glatzer Landeshauptmann Michael Wenzel von Althann, der aus den erworbenen Dorfschaften die Herrschaft Seitenberg bildete.
Nach dem Ersten Schlesischen Krieg 1742 und endgültig mit dem Hubertusburger Frieden 1763 fiel Klessengrund zusammen mit der Grafschaft Glatz 1763 an Preußen. Nach der Neugliederung Preußens gehörte es ab 1815 zur Provinz Schlesien und war zunächst dem Landkreis Glatz und ab 1818 dem Landkreis Habelschwerdt eingegliedert, mit dem es bis 1945 verbunden blieb. Seit 1874 gehörte die Landgemeinde Klessengrund zusammen mit den Landgemeinden Kamnitz und Neu Mohrau zum Amtsbezirk Kamnitz, der später in Amtsbezirk Wilhelmsthal umbenannt wurde. Anfang des 19. Jahrhunderts legte der damalige Besitzer der Herrschaft Seitenberg, der königliche Justizrat Franz Bernhard von Mutius, auf Altwasser und Gellenau die Kolonie Neu Klessengrund an. Seit dem Ende des 19. Jahrhunderts entwickelte sich Klessengrund zu einem beliebten Erholungs- und Wintersportort. 1939 wurden 240 Einwohner gezählt.
Als Folge des Zweiten Weltkriegs fiel Klessengrund wie fast ganz Schlesien an Polen und wurde in Kletno umbenannt. Die deutschen Bewohner wurden 1946 vertrieben. Die neu angesiedelten Bewohner waren zum Teil Heimatvertriebene aus Ostpolen, das an die Sowjetunion gefallen war. Da zahlreiche der Neubewohner wegen der abgelegenen Lage den Ort wieder verließen, ging die Zahl der Einwohner deutlich zurück, wodurch zahlreiche Häuser dem Verfall preisgegeben wurden. Ab 1948 bis 1953 wurde im Auftrag sowjetischer Behörden in Kletno nach Uran gesucht. Oberhalb von Kletno wurde 1966 ein Tropfsteinhöhlenlabyrinth entdeckt, in der Tierknochen aus dem Eiszeitalter sowie Spuren menschlicher Besiedlung gefunden wurden. Nach konservatorischen Arbeiten wurde 1983 ein Teil der Höhle zur Besichtigung freigegeben. Dadurch erlangte Kletno wiederum touristische Bedeutung. In den Jahren 1975–1998 gehörte Kletno zur Woiwodschaft Wałbrzych (Waldenburg).

## Sehenswürdigkeiten
- Die Tropfsteinhöhlen „Jaskinia Niedźwiedzia“ oberhalb von Kletno kann mit einem Führer besichtigt werden. Sie besteht aus mehreren Ebenen und soll die größte in den Sudeten sein.
- Die ehemalige Urangrube „Kopalnia uranu w Kletnie“ an der Straße nach Sienna (Heudorf) kann besichtigt werden.
- Naturkundemuseum „Muzeum Ziemi w Kletnie“ am Parkplatz am oberen Ende des Ortes.
- Wegkapelle und andere Bildstöcke.